# Valérie Chapoulaud-Floquet
Valérie Chapoulaud-Floquet, née le 9 novembre 1962, est une femme d'affaires française, directrice générale de la société Rémy Cointreau depuis septembre 2014.

## Biographie

### Formation
Valérie Chapoulaud-Floquet est diplômée de l’EM Lyon Business School en 1983.

### Carrière

#### Cosmétique
De 1998 à 2002, Valérie Chapoulaud-Floquet est directrice de développement de Biotherm International, dans la division des produits de luxe du groupe L'Oréal. En 2002, elle devient directrice générale Asie de la division des produits de luxe du groupe L'Oréal, puis en 2005, directrice générale Europe de la division des produits de luxe du groupe L'Oréal. De 2007 à 2008, elle finit sa carrière chez L'Oréal comme présidente États-Unis au sein de la division des produits de luxe.

#### Luxe
En 2008, elle change de secteur et intègre Louis Vuitton Taiwan comme présidente-directrice générale, puis comme présidente du Groupe en Europe du Sud de 2009 à 2011.
En 2011, Valérie Chapoulaud-Floquet présidente-directrice générale de Louis Vuitton Amérique du Nord. De 2013 à 2014 elle occupe les fonctions de présidente-directrice générale de Louis Vuitton Amérique.

#### Vin et spiritueux
De 2014 à 2019 Valérie Chapoulaud-Floquet est directrice générale de Rémy Cointreau.

## Distinction
Chevalier de la Légion d'honneur (2015)

## Sources et références
1. ↑  « Valérie CHAPOULAUD FLOQUET - Dirigeant de la société Remy Cointreau - BFMBusiness.com », sur dirigeants.bfmtv.com (consulté le 28 mai 2018)
2. ↑  Rémy Cointreau débauche chez LVMH pour se relancer, Le Figaro, 11 juin 2014
3. ↑  Adam Thomson, Valérie Chapoulaud-Floquet brings luxury CV to Rémy Cointreau, Financial Times, 13 juin 2014
4. ↑  Valérie Chapoulaud-Floquet - Directrice générale déléguée de Rémy Cointreau, LSA Conso, 20 juin 2014
5. ↑  Renaud Belleville, Valérie Chapoulaud-Floquet inverse la tendance, L'Opinion, 22 juin 2015
6. ↑  Sylvie Leboulenger,Valérie Chapoulaud-Floquet, directrice générale du groupe Rémy Cointreau, LSA Conso, 28 janvier 2015
7. ↑  Journal officiel de la République française, « Décret du 31 décembre 2015 portant promotion et nomination », sur www.legifrance.gouv.fr, 1er janvier 2016